# خط اشتراک دیجیتال نامتقارن
خط اشتراک دیجیتال نامتقارن (به انگلیسی: Asymmetric digital subscriber line, ADSL) یا اِی‌دی‌اِس‌اِل، یکی از روش‌های پیاده‌سازیِ سیستمِ خط اشتراک دیجیتال (به انگلیسی: Digital Subscriber Line, DSL) است. انواع سیستم‌های DSL معمولاً به صورت xDSL نشان داده می‌شوند. DSL از فرکانس‌های بالاترِ باندِ فرکانسیِ خطوطِ زوج‌سیمِ (Twisted pair) تلفن استفاده می‌کند تا سرعت انتقال اطلاعات را افزایش دهد. ADSL در واقع نوعی از DSL است که ارتباط در آن نامتقارن است؛ یعنی سرعت ارسال داده کمتر از دریافت آن است.
DSL انواع دیگری هم دارد که از جمله آن‌ها می‌توان به پرسرعت (به انگلیسی: High-Speed DSL, HDSL) و متقارن (به انگلیسی: Symmetric DSL, SDSL) اشاره کرد.
از آنجا که سیگنال نمی‌تواند مسافت زیادی را در سیم‌های خط تلفن طی کند، ADSL تنها در فواصل کوتاه قابل استفاده است، که معمولاً کمتر از ۷ کیلومتر است. وقتی سیگنالِ ADSL از سوی کاربر به مرکز تلفن ناحیه می‌رسد، سیگنال دیتا از آن جدا شده و به سمت Isp هدایت شده و سیگنال صوتی تلفن نیز وارد شبکه تلفن می‌شود. به این صورت از یک انشعاب تلفن هم برای برقراری ارتباط تلفنی و هم برای ADSL استفاده می‌شود.

## توصیف

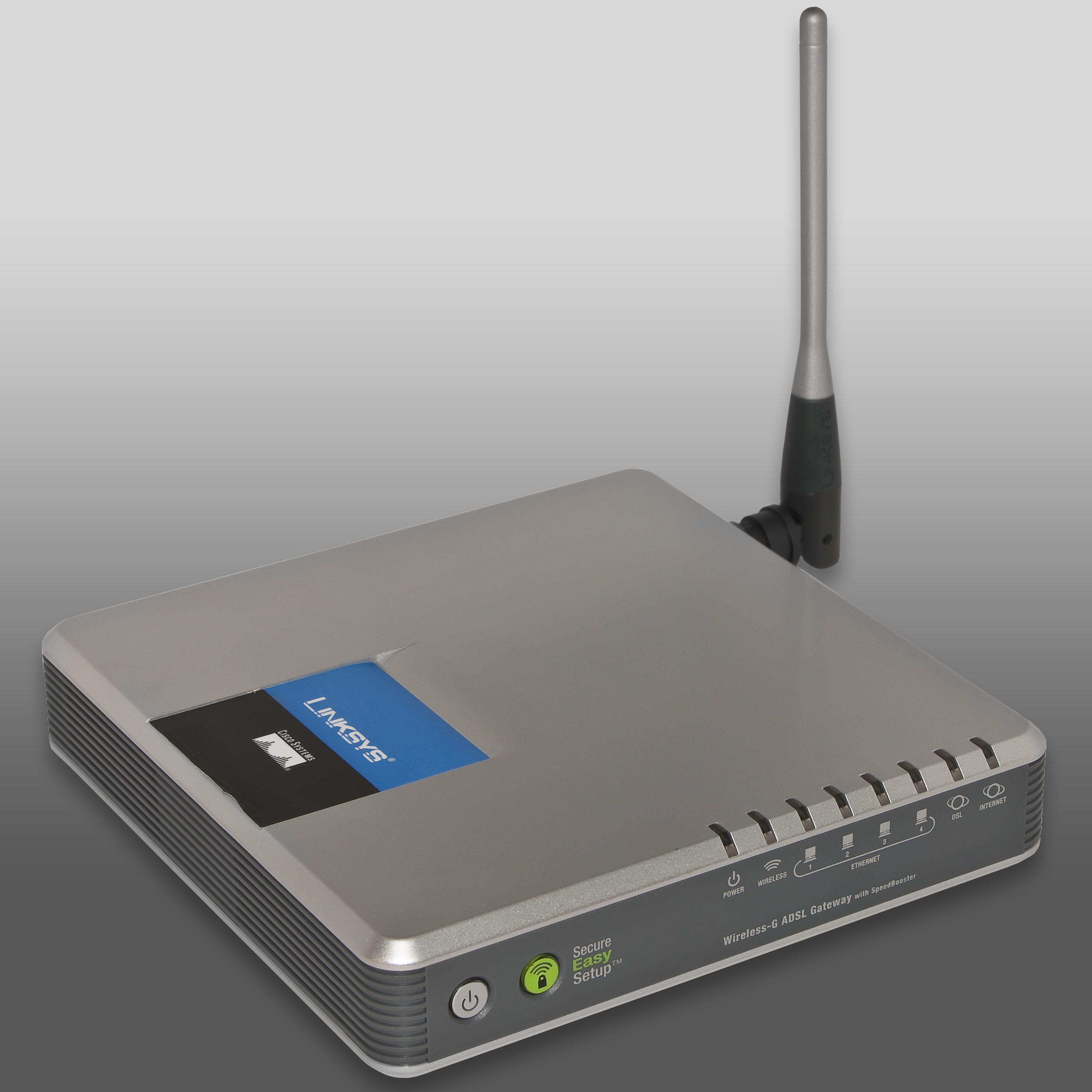
عموماً یک مسیریاب برای اتصال به ADSL به کار می‌رود. مودمی که در این تصویر می‌بینید نیز یک نقطه اتصال بیسیم است، چون ارتباط کاربر با آن به صورت بی‌سیم و از طریق آنتن برقرار می‌شود.

در ADSL، از زوج‌سیم‌های (Twisted pair) خطِ تلفن مشترکان استفاده می‌شود. اگر چه این خطوط، پهنای باند چندانی ندارند، می‌توان با آن‌ها سیگنال صدا را در کنار سیگنال اطلاعات (Data) انتقال داد. تنها 4KHz از پهنای باند خط تلفن برای انتقال صدا کافی است.
در ADSL سرعت دریافت داده‌ها بیشتر از ارسال است و به همین دلیل این خط نامتقارن است. ارائه‌دهندگان خدمات اینترنت از ADSL به عنوان روشی مطمئن برای انتقال داده استفاده می‌کنند.
در ADSLهای معمولی نرخ ارسال داده از ۱۲۸ کیلو بیت بر ثانیه آغاز می‌شود (اگر چه معمولاً از حداقل ۵۱۲ کیلو بیت بر ثانیه استفاده می‌شود) و در فاصله حدود پنج کیلومتری از مرکز تلفن مجهز به ADSL، تا هشت مگابیت بر ثانیه افزایش می‌یابد. حداقل نرخ دریافت داده نیز ۶۴ کیلوبیت بر ثانیه است و معمولاً به ۱۲۸ یا ۲۵۶ کیلوبیت بر ثانیه نیز می‌رسد، و می‌تواند از ۱۰۲۴ کیلوبیت بر ثانیه نیز فراتر برود. گاهی برای اشاره به انواع کم سرعت تر ADSL از واژه ADSL Lite استفاده می‌شود. البته این مسافت‌ها تقریبی هستند. تضعیف سیگنال، و نسبت سیگنال به نویز (S/N) از مشخصه‌های مهم سیگنال هستند که به مسافت وابسته‌اند. کیفیت سیگنال به امپدانس خط نیز وابسته است.
نسخه جدیدتر با نام ADSL۲+ در فواصل کمتر از پنج کیلومتر، امکان دانلود با سرعت ۱۲ مگابیت بر ثانیه را فراهم می‌آورد. استفاده از روش‌های انعطاف‌پذیرترِ انتقالِ سیگنال و تصحیح خطای بهتر، دلیل افزایش این سرعت است. ADSL2+ امکان دانلود با سرعت ۲۴ مگابیت بر ثانیه برای فواصل کمتر از پنج کیلومتر را فراهم می‌آورد و حد بالای پهنای باند دانلود را دوبرابر می‌کند و به عدد ۲/۲ مگاهرتز می‌رساند..
ارائه دهندگان خدمات ADSL خدمات آدرس دهی IP را به دو صورت پویا (Dynamic) و ایستا (Static) ارائه می‌کنند. آدرس دهی ایستا برای افرادی که می‌خواهند از راه یک شبکه مجازی خصوصی به دفتر خود وصل شوند، یا میزبان سرور وب (Web Server Host) باشند، مفید است.

## چگونگی کار ADSL
ADSL برای انتقال دیتا از دو باند فرکانسی مجزا استفاده می‌کند که به باند بالا و باند پایین معروف هستند. از باند بالا برای دانلود اطلاعات و از باند پایین برای آپلود استفاده می‌شود. در ADSL، از فرکانس 25.85 KHz تا 138 KHz برای آپلود و از فرکانس 138 KHz تا 1104 KHz برای دانلود استفاده می‌شود (شکل را ببینید).

محدوده فرکانسی ADSL؛ محدوده فرکانسی قرمز رنگ برای سیگنال صوتی تلفنی و محدوده‌های سبز و آبی رنگ برای ADSL به کار می‌روند.

### مدولاسیون
در آغاز، ADSL از مدولاسیون CAP استفاده می‌کرد. بعدها، مدولاسیون OFDM جایگزین آن شد. البته در ADSL به مدولاسیون OFDM اصطلاحاً DMT گفته می‌شود. DMT از عبارت Discrete Multitone گرفته شده‌است.

## استانداردهای ADSL
| نام استاندارد | نام معمول | ؛ نرخ دانلود        | ؛ نرخ آپلود         |
| --- | --------- | ------------------- | ------------------- |
| ANSI T۱٫۴۱۳–۱۹۹۸ Issue 2 | ADSL      | ۸ مگابیت بر ثانیه   | ۱٫۰ مگابیت بر ثانیه |
| ITU G.۹۹۲٫۱ | ADSL      | ۸ مگابیت بر ثانیه   | ۱٫۰ مگابیت بر ثانیه |
| ITU G.۹۹۲٫۲ | ADSL Lite | ۱٫۵ مگابیت بر ثانیه | ۰٫۵ مگابیت بر ثانیه |
| |           |                     |                     |
| ITU G.۹۹۲٫۳/۴ | ADSL2     | ۱۲ مگابیت بر ثانیه  | ۱٫۰ مگابیت بر ثانیه |
| ITU G.۹۹۲٫۳/۴ Annex J | ADSL2     | ۱۲ مگابیت بر ثانیه  | ۳٫۵ مگابیت بر ثانیه |
| ITU G.۹۹۲٫۳/۴ Annex L ضمیمه L مربوط به ADSL 2 که به RE- ADSL 2 معروف است و “RE” در آن مخفف “Reach Extended” به معنای ارتقا است در این استاندارد ADSL توان فرکانس‌های پایین که برای انتقال داده به کار می‌روند افزایش می‌یابد تا این سیگنال بتواند تا ۷ کیلومتر (۲۳۰۰۰ فوت) را حل کند. فرکانس حداکثر در RE- ADSL۲ به ۵۵۲ کیلوهرتز کاهش می‌یابد تا توان کل تقریباً برابر تعداد ارائه شده در ضمیمه الف شود از آنجا کهَ ADSL2–RE برای استفاده در حلقه‌های طولانی طراحی شده‌است در فرکانس‌های بالاتر از ۵۵۲ کیلوهرتز پهنای باند زیادی برای استفاده امواج در نظر گرفته نشده‌است. اگر چه ITU این استاندارد را تصویب کرده‌است اما همه ارائه دهندگان شبکه‌های داخلی از این پروتکل استفاده نمی‌کنند چرا که توان اضافی در فرکانس‌های پایین می‌تواند مشکلاتی را برای سیستم به وجود آورد. | RE-ADSL2  | ۵ مگابیت بر ثانیه   | ۰٫۸ مگابیت بر ثانیه |
| |           |                     |                     |
| ITU G.۹۹۲٫۵ | ADSL2+    | ۲۴ مگابیت بر ثانیه  | ۱٫۰ مگابیت بر ثانیه |
| ITU G.۹۹۲٫۵ Annex L | RE-ADSL2+ | ۲۴ مگابیت بر ثانیه  | ۱٫۰ مگابیت بر ثانیه |
| ITU G.۹۹۲٫۵ Annex M | ADSL2+    | ۲۴ مگابیت بر ثانیه  | ۳٫۵ مگابیت بر ثانیه |

در ضمیمه‌های M, J فرکانس‌های دانلود و آپلود از مقدار ۱۳۸ کیلوهرتز که در ضمیمه الف به کار رفته به مقدار ۲۷۶ کیلوهرتز تغییر کرده‌است تا فرکانس آپلود بهبود یابد. همچنین همه نسخه‌های «حلقه دیجیتال» ADSL2 و ADSL 2+ (ضمیمه‌های J , I) به شرط آنکه پهنای باندی که به‌طور معمول برای خدمات تلفن ساده قدیمی (POTS) به کار می‌رود به ADSL اختصاص یافته باشد از یک فرکانس آپلود اضافی به مقدار ۲۵۶ کیلو بیت در ثانیه استفاده می‌کنند.

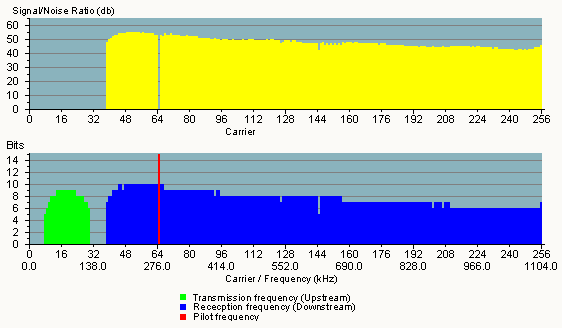
طیف فرکانسی مودم فریتز در یک خط ای دی اس ال بلژیک.

ADSL از باند ۱٫۱ مگا هرتز و ADSL۲+ از باند ۲٫۲ مگاهرتز استفاده می‌کنند.
فرکانس‌های دریافت و ارسال اطلاعات ارائه شده از لحاظ نظری حداکثر هستند. از آنجا که مودم‌های DSLAM , ADSL ممکن است بر اساس استانداردهای متفاوت و ناقص پیاده‌سازی شده باشند برخی از ارائه کنندگان خدمات اینترنت ممکن است سرعت‌های متفاوتی را در تبلیغات خود ذکر کنند. برای نمونه شرکت اریکسون تجهیزاتی غیر استاندارد دارد که سرعت دریافت اطلاعات از اینترنت را در ADSL 2+ , ADSL2 به ۲ مگابایت بر ثانیه می‌رساند.

## نکته‌هایی برای نصب
با توجه به آنکه ADSL در باند فرکانسی خاصی کار می‌کند در هنگام استفاده از آن باید به نکاتی توجه نمود. برای جلوگیری از تداخل ADSL با سیگنال صوتی تلفن می‌بایست فیلترهای مناسبی نصب کرد و در عین حال مراقب بود که سطح سیگنال برای برقراری ارتباط ADSL مناسب باشد.
با استفاده از یک فیلتر پایین گذر، سیگنال در پریز هر تلفن، فیلتر می‌شود. به این فیلتر، میکروفیلتر DSL یا اسپلیتر (Splitter) به معنی جداکننده می‌گویند. توصیه می‌شود که برای تمامی پریزهای تلفن به جز پریزی که مودم به آن وصل می‌شود یک اسپلیتر قرار دهیم.